# Jessica von Bredow-Werndl
Jessica von Bredow-Werndl (Rosenheim, 16 de febrer de 1986) és una genet alemanya que competeix en la modalitat de doma.
Von Bredow-Werndl es va classificar per a la final de la Copa del Món de Doma 2014 a Lió després d'haver acabat quarta en el rànquing de la Lliga d'Europa Occidental. Va guanyar la fase de classificació de la Lliga d'Europa Occidental a Göteborg durant la temporada 2013/2014. A la final celebrada al centre d'exposicions de Lió va acabar setena.
L'any següent va competir a les següents finals de la Copa del Món el 2015 a Las Vegas, Nevada. Aquesta vegada va quedar tercera, aconseguint un podi, amb una puntuació per sobre del 80%. Von Bredow-Werndl va defensar amb èxit el seu tercer lloc a la següent edició de la final de la Copa del Món el 2016.
Va guanyar una medalla d'or en el Campionat Mundial de Doma de 2018 i nou medalles en el Campionat Europeu de Doma entre els anys 2015 i 2023.
Ha participat en diferents Jocs Olímpics d'Estiu, obtenint quatre medalles, dues d'or a Tòquio 2020 amb la seva euga Dalera, anotant un 91,732% en l'estil lliure individual, en les proves individual i per equips (juntament amb Dorothee Schneider i Isabell Werth), i dos d'or a París 2024, individual i per equips (amb Frederic Wandres i Isabell Werth).

## Palmarès internacional
| Hipica Jocs Olímpics      | Hipica Jocs Olímpics   | Hipica Jocs Olímpics | Hipica Jocs Olímpics  |
| Any                       | Lloc                   | Medalla              | Categoría             |
| ------------------------- | ---------------------- | -------------------- | --------------------- |
| 2020                      | Tokio Japó             | 1                    | Individual            |
| 2020                      | Tokio Japó             | 1                    | Por equipos           |
| 2024                      | París França           | 1                    | Individual            |
| 2024                      | París França           | 1                    | Por equipos           |
| Campionats Mundials       |                        |                      |                       |
| Any                       | Lloc                   | Medalla              | Categoría             |
| 2018                      | Tryon Estats Units     | 1                    | Per equips            |
| Campionat Europeu de Doma |                        |                      |                       |
| Any                       | Lloc                   | Medalla              | Categoría             |
| 2015                      | Aquisgrán Alemanya     | 3                    | Per equips            |
| 2019                      | Róterdam Països Baixos | 1                    | Per equips            |
| 2019                      | Róterdam Països Baixos | 3                    | Individual (lliure)   |
| 2021                      | Hagen Alemanya         | 1                    | Individual (especial) |
| 2021                      | Hagen Alemanya         | 1                    | Individual (lliure)   |
| 2021                      | Hagen Alemanya         | 1                    | Per equips            |
| 2023                      | Riesenbeck Alemanya    | 1                    | Individual (especial) |
| 2023                      | Riesenbeck Alemanya    | 1                    | Individual (lliure)   |
| 2023                      | Riesenbeck Alemanya    | 2                    | Per equips            |